# Tibor Jančula (1945)
Tibor Jančula (* 8. června 1945) je bývalý slovenský fotbalista, útočník. Jeho syn Tibor Jančula byl slovenským fotbalovým reprezentantem.

## Fotbalová kariéra
V československé lize hrál za Jednotu Trenčín a Spartak Trnava. Nastoupil ve 110 ligových utkáních a dal 27 gólů. Z Trnavy odešel v zimní přestávce v roce 1977 do Spojů Bratislava. V sezonách 1968/69 a 1969/70 hrál druhou ligu za Zbrojovku Brno.

## Ligová bilance
| Ročník                                   | Zápasy | Góly | Klub            |
| ---------------------------------------- | ------ | ---- | --------------- |
| 1. československá fotbalová liga 1969/70 | 16     | 4    | Jednota Trenčín |
| 1. československá fotbalová liga 1970/71 | 24     | 2    | Jednota Trenčín |
| 1. československá fotbalová liga 1971/72 | 24     | 9    | Jednota Trenčín |
| 1. československá fotbalová liga 1974/75 | 23     | 7    | Spartak Trnava  |
| 1. československá fotbalová liga 1975/76 | 18     | 4    | Spartak Trnava  |
| 1. československá fotbalová liga 1976/77 | 5      | 1    | Spartak Trnava  |
| CELKEM 1. liga                           | 110    | 27   |                 |